# Al Holbert

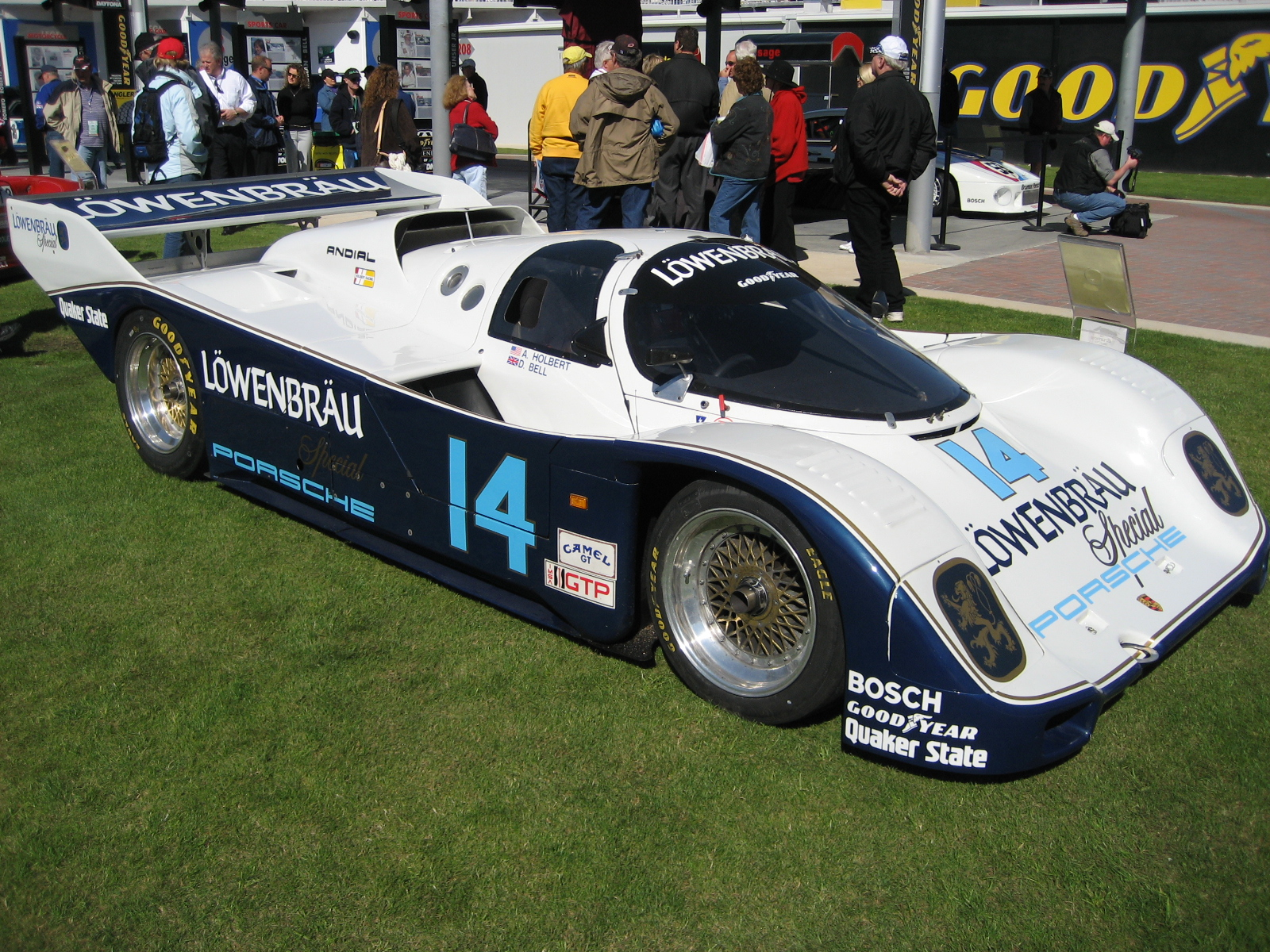
De Porsche 962 waarmee Holbert kampioen werd in het IMSA GT Championship.

Alvah Robert "Al" Holbert (Abington, Pennsylvania, 11 november 1946 - Columbus, Ohio, 30 september 1988) was een Amerikaans autocoureur. Hij is vijfvoudig kampioen in het IMSA GT Championship. Daarnaast behaalde hij drie zeges in de 24 uur van Le Mans en twee in zowel de 24 uur van Daytona als de 12 uur van Sebring.

## Carrière
Holbert studeerde aan de Lehigh-universiteit en werkte tegelijkertijd voor Roger Penske. In 1968 studeerde hij af met een Bachelor of Science in de werktuigbouwkunde. Vervolgens ging hij met Porsches racen in de noordoostelijke divisie van de Sports Car Club of America. In 1971 behaalde hij zijn eerste overwinning en in 1974 werd hij professioneel autocoureur. In 1976 won hij, samen met Michael Keyser, zijn eerste 12 uur van Sebring. In 1976 en 1977 won hij zijn eerste twee titels in het IMSA GT Championship in een Dekon Monza. Hij liet zijn auto inspecteren door technici van Porsche, waardoor dit merk enige tijd later met door turboladers aangedreven auto's zijn intrede in het kampioenschap maakte en de klasse in de daaropvolgende jaren domineerde. Holbert kwam in deze periode ook uit voor Porsche. Tussen 1976 en 1979 reed hij ook negentien races in de NASCAR en eindigde viermaal in de top 10.
In 1981 won Holbert zijn tweede 12 uur van Sebring, samen met Hurley Haywood en Bruce Leven. In 1983 won hij de titel in de IMSA GTP-klasse in een March, aangedreven door Chevrolet en Porsche. Dat jaar behaalde hij ook zijn eerste zege in de 24 uur van Le Mans, die hij deelde met Vern Schuppan en Haywood. In 1984 werd hij vierde in zijn enige deelname aan de Indianapolis 500. In 1985 en 1986 won hij nog twee titels in de IMSA GTP in een Porsche 962. In 1986 en 1987 won hij nogmaals de 24 uur van Le Mans en deelde de zege in beide edities met Derek Bell en Hans-Joachim Stuck. In diezelfde jaren won hij ook de 24 uur van Daytona samen met Bell en Al Unser jr., en in 1987 was ook Chip Robinson onderdeel van het winnende team.
Holbert was de baas van de motorsportafdeling van de Noord-Amerikaanse tak van Porsche. Ook had hij zijn eigen team, genaamd Holbert Racing. In 1988 realiseerde hij zich dat de Porsche 962, waarmee hij al jaren succes had, gedateerd raakte en werd ingehaald door auto's zoals de Jaguar XJR-9 en de Nissan GTP ZX-Turbo. Hij wilde een nieuwe, betere auto bouwen die zou worden gebruikt door klantenteams van Porsche. Bijna tien jaar later was deze auto daadwerkelijk gereed, alhoewel de WSC-95 niet specifiek werd gebouwd voor klantenteams.
Op 30 september 1988 was Holbert aanwezig bij de Columbus Ford Dealers 500, een evenement van de IMSA. Die avond stortte zijn privévliegtuig neer in de buurt van Columbus, kort nadat deze was opgestegen, omdat een van de deuren niet dichtzat. Holbert kwam bij dit ongeluk op 41-jarige leeftijd om het leven. Aan het eind van dat jaar hield Holbert Racing op te bestaan en trok de IMSA zijn startnummer 14 uit respect terug. Na zijn dood werd hij in 1993 opgenomen in zowel de Motorsports Hall of Fame of America als in de International Motorsports Hall of Fame.